# Севергин, Василий Михайлович
Васи́лий Миха́йлович Северги́н (8 [19] сентября 1765, Санкт-Петербург — 17 [29] ноября 1826, Санкт-Петербург) — русский учёный-химик, минералог, горный инженер, профессор и энциклопедист. Адъюнкт по минералогии (1789), ординарный академик Императорской академии наук по кафедре минералогии (1793).
В. М. Севергин, родившийся в год смерти М. В. Ломоносова, стал продолжателем его идей. 37 лет состоял на службе при Академии, с именем химика и минералога В. М. Севергина было связано зарождение и развитие геологических и химических знаний в России.

## Биография
Родился 8 (19) сентября 1765 года в Санкт-Петербурге в семье придворного вольноотпущенного музыканта.
Н. М. Карамзин писал, что род Севергиных крестьянский и приводил сведения об этимологический связи его фамилии с именем казачьего атамана 16 века Северги.

### Образование
Получил домашнее обучение российской грамоте и живописи, а также начальные знания латинского, французского и немецкого языков.
В 11 лет в сентябре 1776 года поступил в Академическую гимназию сразу в отделение «взрослых гимназистов». Им были изучены: латынь, логика, геометрия, тригонометрия, механика, физика, химия, горное дело, минералогия. В 1782 году по рекомендации руководителя гимназии И. И. Лепёхина за «успехи в учении» он был переведён на казённое содержание.
В 19 лет 1784 году окончил курс гимназии и был принят в Академический университет.
В 1785 году по рекомендации директора Академии Е. Р. Дашковой и академика И. И. Лепехина в 1785 году он был послан «за науками» в немецкий Университет Гёттингена. Три года осваивал минералогию, горное дело, химию, физику и географию под руководством профессора химии И. Ф. Гмелина.
В 1789 году вернулся в Санкт-Петербург и на отлично сдал экзамены.:
- по химии и минералогии — И. И. Георги
- по физике и химии — Л. Ю. Крафту
- по ботанике — И. И. Лепехину
- по зоологии и анатомии — П. С. Палласу

Кроме того, он представил в Академию диссертации:
- О природе различных щелочных солей — положительный отзыв от академиков И. Георги и Н. Соколова
- О свойствах и образовании базальта — работа для получения звания академика адъюнкта, положительный отзыв П. Палласа.

## Научная работа
В 1789 году, был избран адъюнктом Академии наук по кафедре минералогии, а в 1793 году возведён в звание академика и профессора минералогии Академии наук.

### Минералогия

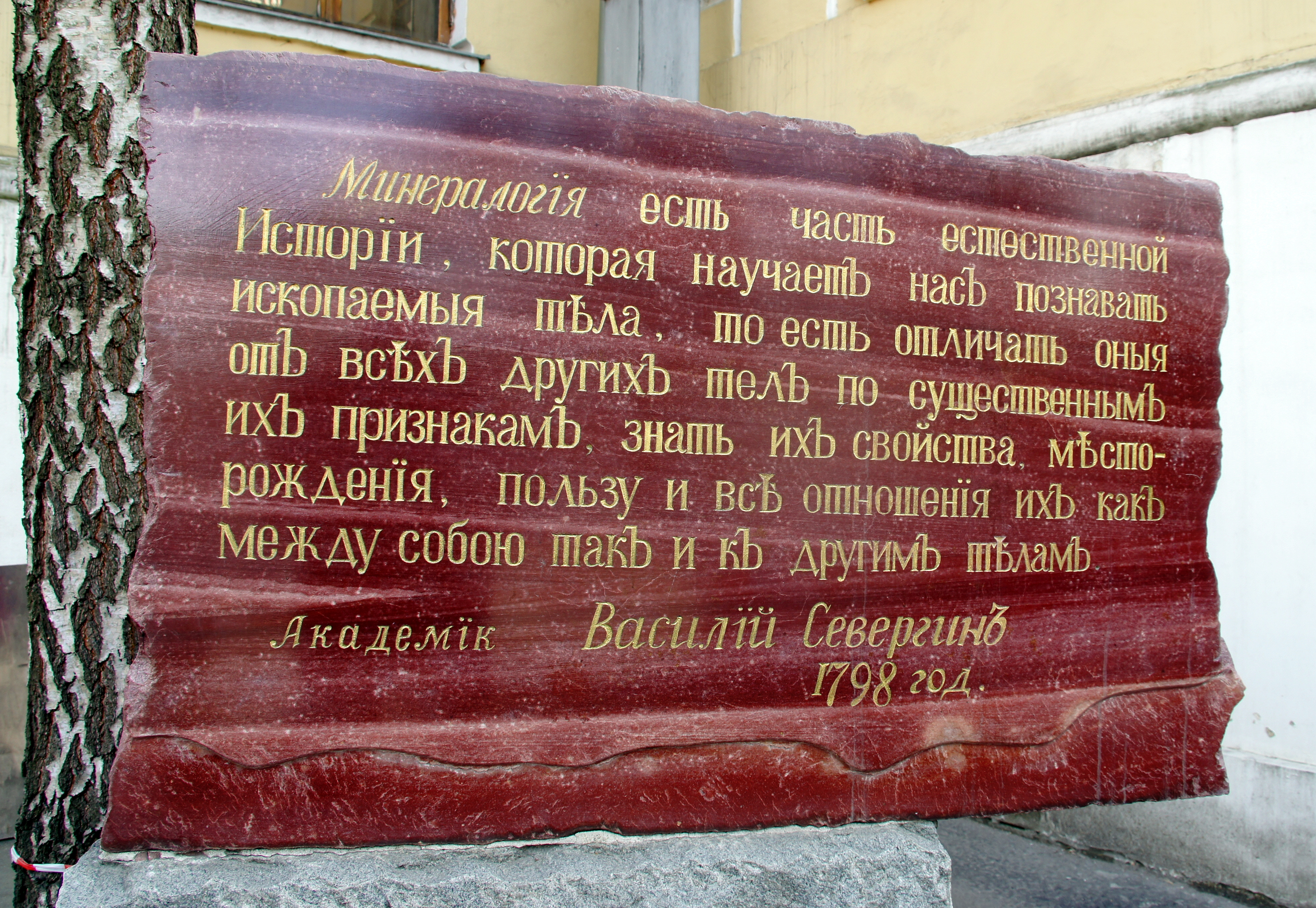
Цитата из В. М. Севергина, выбитая в граните: «Минералогия есть часть естественной истории, которая научает нас познавать ископаемые тела, то есть отличать оныя от всех других тел по существенным их признакам, знать их свойства, месторождения, пользу и все отношения их как между собою, так и к другим телам». Минералогический музей им. А. Е. Ферсмана РАН

Главной задачей минералога и вообще натуралиста В. М. Севергин считал строгую точность в наблюдениях и описаниях с уклонением от произвольных теорий. Многочисленные мемуары и статьи Севергина написаны по-русски и лишь некоторые из них по-латыни и по-французски. В статьях излагаются предметы, относящиеся к области минералогии, физики, химии, физики Земли, технологии сельского хозяйства. В них он высказывал мысль о тесной связи минералогии с химией. В трудах Севергин следовал Р-Ж. Гаюи в минералогии и Лавуазье — в химии. Он содействовал образованию и обогащению русской научной терминологии: ему, например, принадлежит термин «окисление».
Кроме научно-литературных трудов М. В. Севергин способствовал распространению научных знаний с помощью публичных лекций, прочитанных им в конце 1790-х годов.
В 1798 году В. М. Севергин разделил горы на:
1. Первородные (например, гранитные горы)
2. Второго происхождения (глинистые слоистые горы)
3. Третьего происхождения (известковые горы с окаменелостями)
4. Четвёртого образования (песчаные горы и холмы) — что можно считать началом четвертичной геологии

В 1798 году В. М. Севергин открыл закономерности совместного нахождения некоторых минералов в одном месторождении, которое он назвал «смежностью» минералов (современный термин — Парагенезис).
Принял теорию кристаллографии Р. Гаюи и излагал её в своих трудах.
Создал первую геологическую номенклатуру на русском языке, и ввёл термины описывающие свойства минералов, например: блеск минерала, гибкость минерала, цвет черты и пр. Свёл эти данные в толковых словарях.

### Химия
В. М. Севергин был сторонником новых идей французского химика А. Л. Лавуазье, повторил и описал многие его опыты.
Создал первую русскоязычную Химическую номенклатуру и химические словари.
Описал и усовершенствовал химические технологии, например, Порохового дела — получения серы из серного колчедана и селитры в перегнойных ямах.

### Экспедиции
В начале XIX века он совершил три экспедиции по России, во время которых главное внимание уделил минералогии.
В 1802 году академик побывал в Белоруссии.
В 1803 году посетил Северное Приладожье, описал этнический состав населения, месторождения железной руды, мрамора, привёл краткий русско-финский словарь топонимов. Результаты этой экспедиции изложены в книге «Обозрение российской Финляндии» (1805).
Севергиным были опубликованы «Записки путешествия по западным провинциям российского государства», в которых наряду с минералогическими и почвенными сведениями включены описания растительности, а в конце книги помещена «Flora Grodnensis», или «Роспись растениям, произрастающм в окрестностях г. Гродно, собранным Жилибером и расположенным по системе Линнея».

### Популяризация науки
Севергин В. М. — один из организаторов Санкт-Петербургского минералогического общества в 1817 году.

## Написание имени

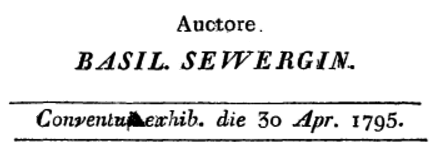
Французское написание имени

В литературе встречаются разные написания имени Василия Михайловича Севергина:
- Василïй Севергинъ
- Vasily Severgin
- Basil Sewergin
- Basilio Sewergin
- Basile Severgyne
- Basile Severguine

## Членство в организациях
- 1789 — Адъюнкт Императорской академии наук и художеств в Санкт-Петербурге по кафедре минералогии, избран (26 июля)
- 1791 — Императорское Вольное экономическое общество. Секретарь общества в 1797—1798 годах
- 1795 — Действительный член Российской академии
- 1795 — Член-корреспондент Гёттингенского учёного общества
- 1798 — Общество земледелия в Лондоне
- 1799 — Минералогическое общество в Йене
- 1801 — Стокгольмская Академия наук

## Память
Именем В. М. Севергина названы:

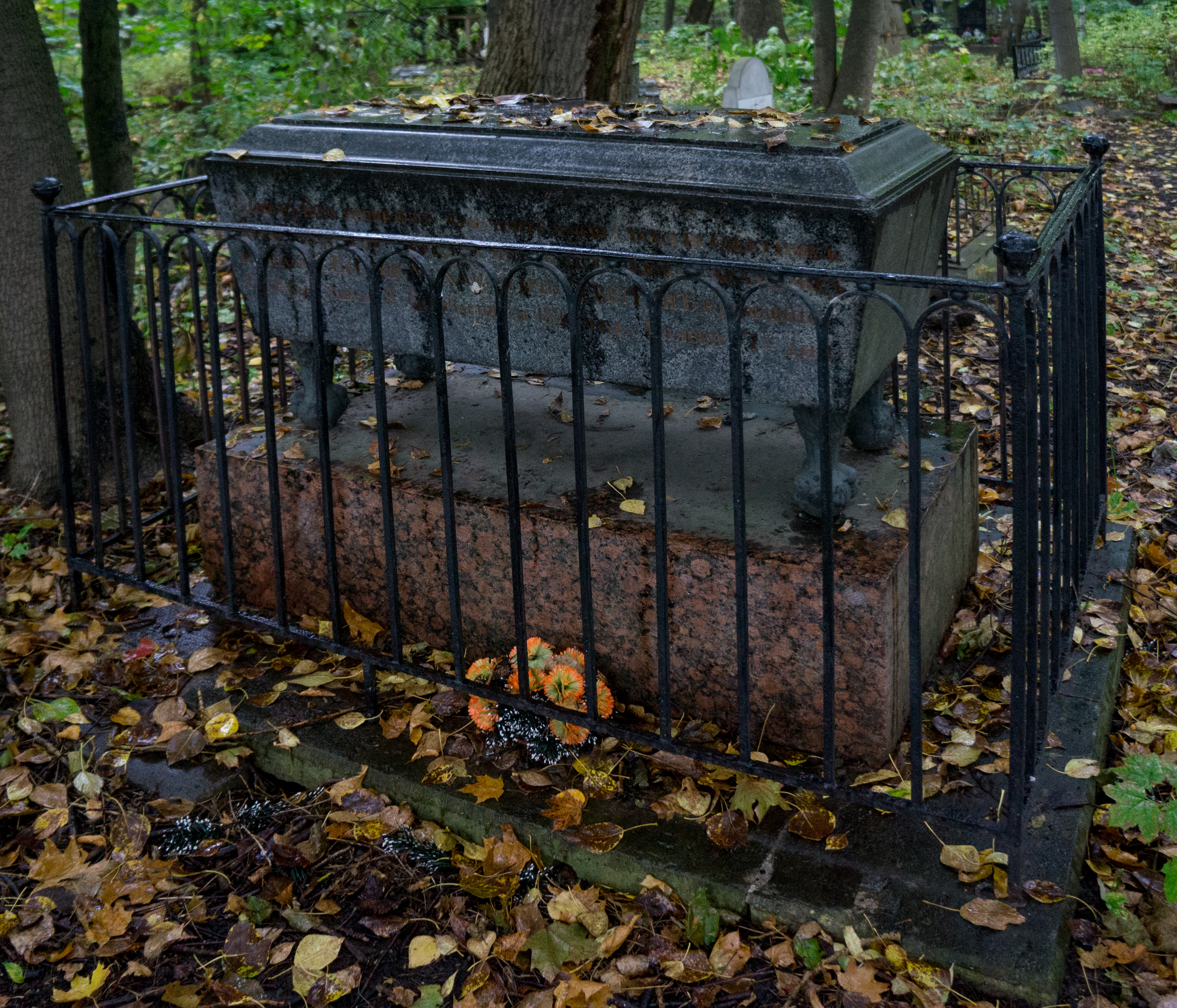
Могила на Смоленском кладбище

- минерал севергинит — разновидность манганаксинита
- Вулкан Севергина или Пик Севергина — Большая Курильская гряда, остров Харимкотан[17];
- Пролив Севергина — (Охотское море)[17];
- Бухта Севергина — остров Харимкотан[17];
- Улица Севергина — Горловка, Украина.
- Улица Севергина — Тюмень, Россия.